# Ér, Orba, Ferón et Fergna
Ér, Orba, Ferón et Fergna, fils de Eber Finn, sont selon d'après les légendes médiévales et la tradition pseudo historique irlandaise conjointement Ard ri Erenn après avoir tué leurs cousins Luigne et Laigne, fils d'Érimón, lors de la Bataille d' Árd Ladrann.
Selon le Lebor Gabála Érenn et Geoffrey Keating la durée de leur règne conjoint est inférieure à un an et ils sont rapidement eux-mêmes tués par un autre fils d'Érimón Íriel Fáid vengeur de ses frères, lors de la Bataille de Cul Martha .
Geoffrey Keating date leur règne de 1269 av. J.-C.  les Annales des quatre maîtres de 1681 av. J.-C. 

## Source
- (en) Cet article est partiellement ou en totalité issu de l’article de Wikipédia en anglais intitulé « Ér, Orba, Ferón and Fergna » (voir la liste des auteurs), édition du 3 avril 2012.